# قصور (كاميرون)
قصور هي مدينة تقع في إقليم أقصى الشمال بالكاميرون ، وتقع على الحدود مع تشاد ، عبر نهر شاري من العاصمة انجمينا . وهي عاصمة مقاطعة غون-إي-شاري و مدينة السوق ، كما تضخم عدد سكانها مؤخرًا بسبب اللاجئين من تشاد. كان عدد سكانها 89123 في تعداد 2005. غالبية السكان هم من قبائل البقارة مع استخدام العربية التشادية كلغة مشتركة.

## التاريخ
كانت قصور جزءًا من إمبراطورية برنو . في عام 1846 ، هُزم عمر (ابن الشيخ محمد) ، الجنرال الاسمي لسلطان برنو إبراهيم ، لهزيمة في مدينة قصور. 
في عام 1900 ، تمكن الزعيم السوداني رابح بن الزبير من السيطرة على المدينة. وفي 3 مارس، تم الاستيلاء عليها من قبل القوات المشتركة لبعثتين فرنسيتين، إحداهما بقيادة الرائد لامي من الجزائر والأخرى بقيادة الملازم أول بول جوالاند من السنغال والقوات المحلية المعارضة لرابح . لم يكن رابح في قصور في ذلك الوقت ، لكنه أقام نفسه في حصن على الضفة اليمنى لنهر شاري. لم يعتقد لامي أن لديه ما يكفي من القوات لمهاجمة رابح ، لكنه انتظر حتى بداية أبريل عندما انضمت إليه رحلة استكشافية ثالثة كانت قادمة من تشاري بقيادة إميل جنتيل. عندما وصل، عبرت القوات المشتركة نهر شاري وهاجمت قوات رابح. كانت معركة قصور معركة حاسمة ضمنت الاستعمار الفرنسي على تشاد.

## المعرض

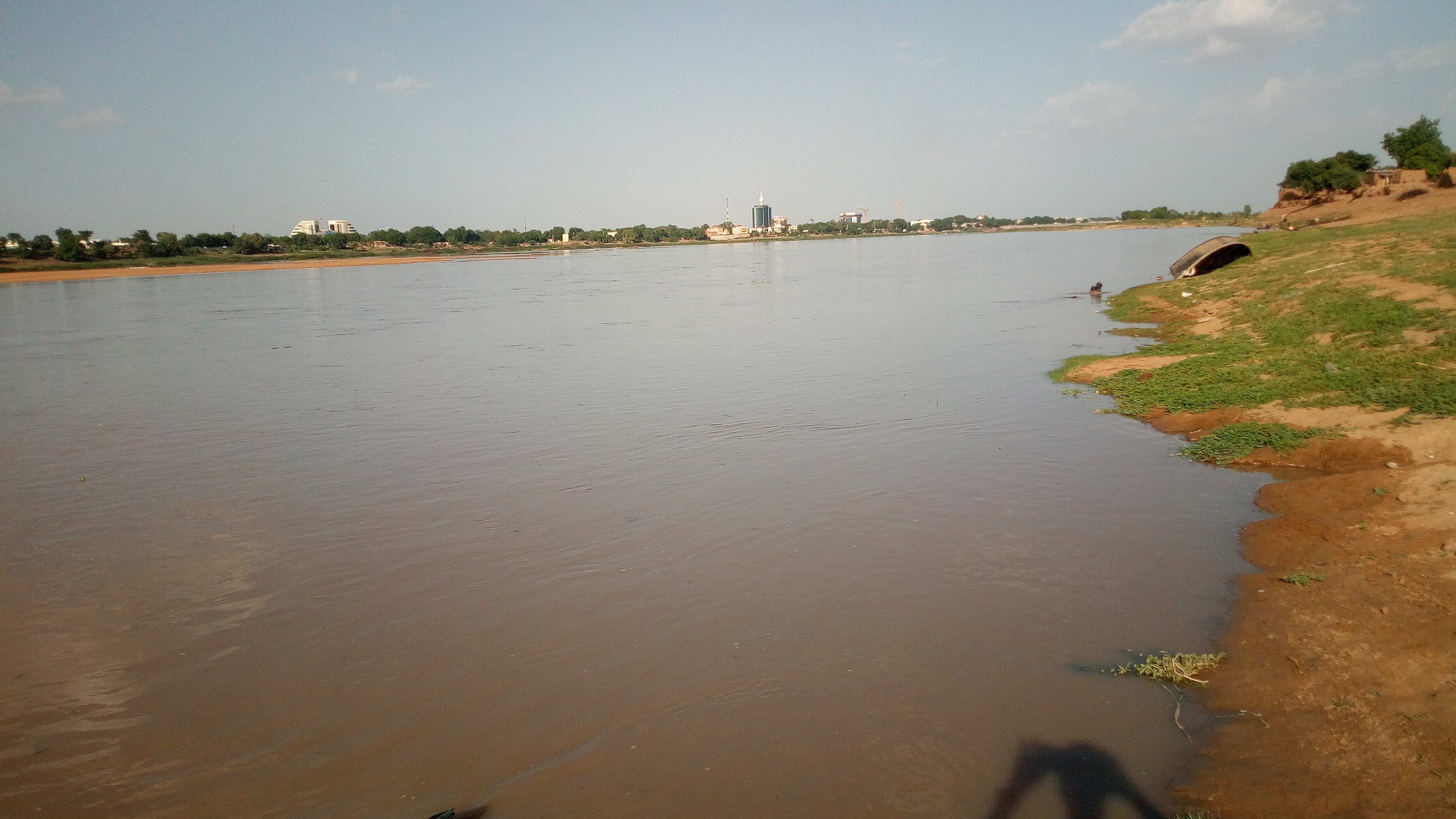
نهر شاري من قصور
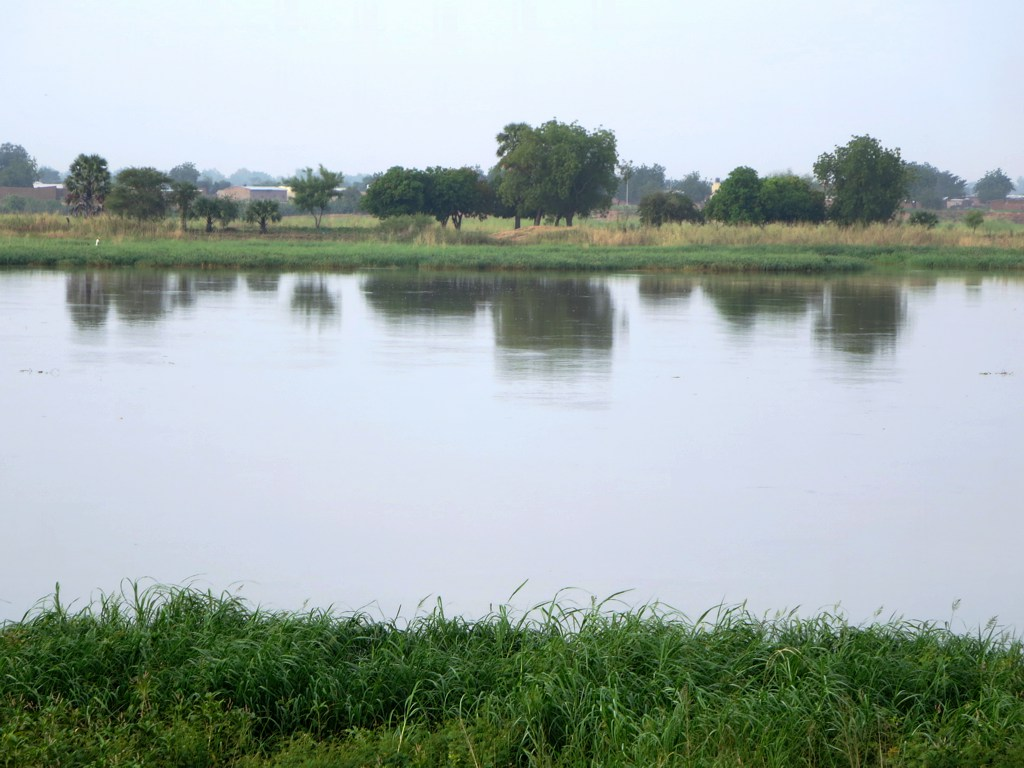
يفصل نهر شاري بين تشاد وقصور في الكاميرون.
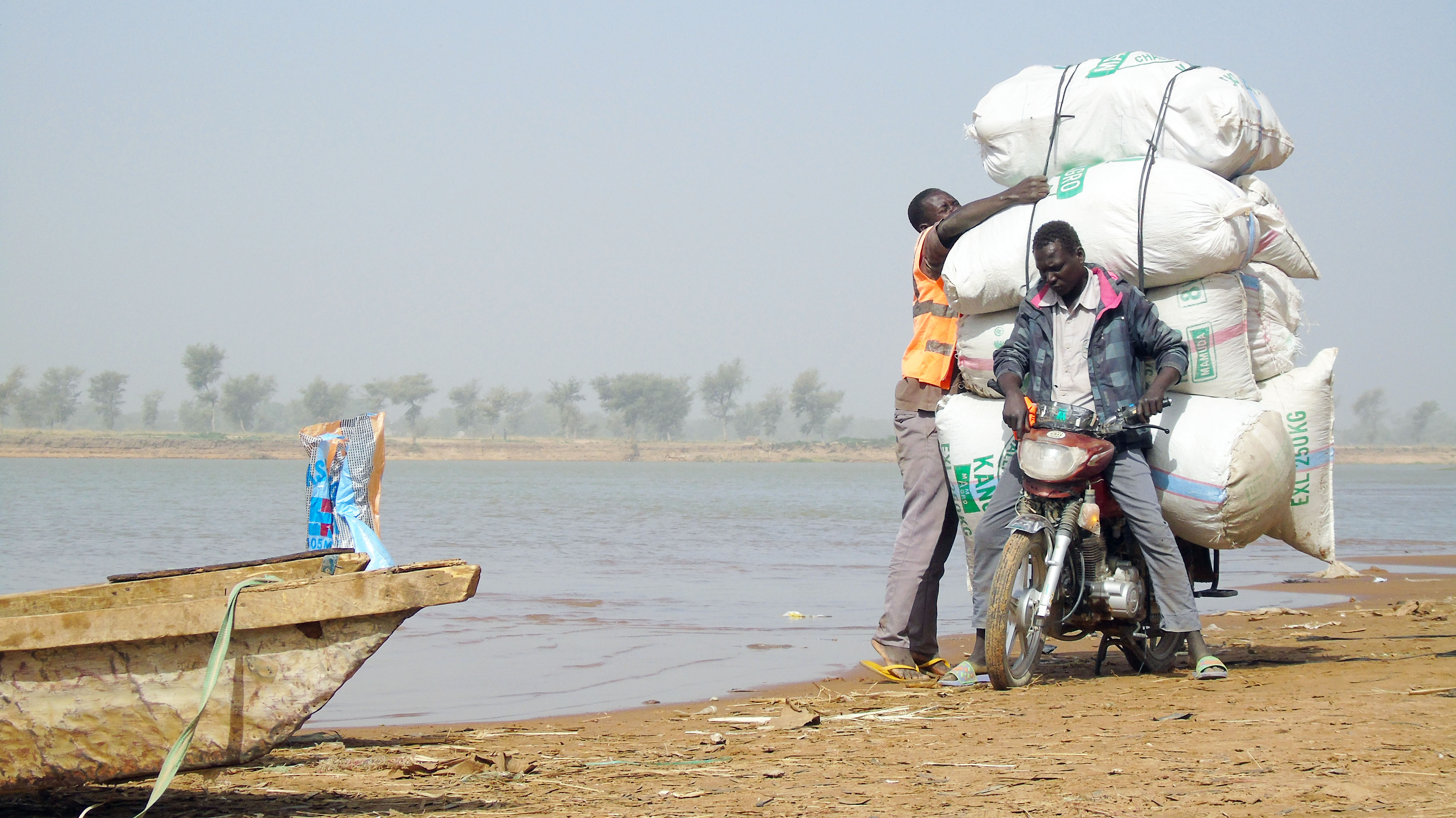
التجارة على نهر لوجون